# Lomas de Arena, Veracruz
Lomas de Arena är en ort i Mexiko.   Den ligger i kommunen Gutiérrez Zamora och delstaten Veracruz, i den sydöstra delen av landet, 230 km nordost om huvudstaden Mexico City. Lomas de Arena ligger 32 meter över havet och antalet invånare är 957.
Terrängen runt Lomas de Arena är platt österut, men västerut är den kuperad. Runt Lomas de Arena är det ganska tätbefolkat, med 149 invånare per kvadratkilometer. Närmaste större samhälle är Papantla de Olarte, 17,5 km väster om Lomas de Arena. Omgivningarna runt Lomas de Arena är en mosaik av jordbruksmark och naturlig växtlighet.